# Vjačeslavs Dombrovskis
Vjačeslavs Dombrovskis (Riga, 27 de desembre de 1977) és un polític i economista letó, que ha estat Ministre d'Educació i Ciència de Letònia entre el gener i el novembre de 2014, dins el tercer Gabinet Dombrovskis, i Ministre d'Economia posteriorment, dins el primer Gabinet Straujuma.
Té una llicenciatura de la Universitat de Letònia en Economia i finances i un títol de doctorat en Economia de la Universitat de Clark (Worcester, Massachusetts). Dombrovskis va obtenir la ciutadania letona a través de la naturalització del procés el 1997.

## Carrera política
Dombrovskis va entrar a la política el 2011, quan es va unir a l'acabat de fundar Partit de la Reforma i va ser escollit com a membre del Parlament de Letònia. Durant els dos anys següents va ser el líder del Partit de la Reforma de la fracció parlamentària de Valdis Zatlers.
Dombrovskis va ser nomenat Ministre d'Educació i Ciència de Letònia al maig de 2013, dins el tercer Gabinet Dombrovskis, després de la renúncia del ministre anterior Roberts Ķīlis.